# Слим Джим Фантом
Слим Джим Фантом (англ. Slim Jim Phantom; настоящее имя Джеймс Макдоннелл, англ. James McDonnell; род. 21 марта 1961, Бруклин, Нью-Йорк) — американский барабанщик, наибольшую известность получивший в составе рокабилли-группы Stray Cats. Наряду с его коллегами по Stray Cats Брайаном Сетцером и Ли Рокером, он возглавлял движение нео-рокабилли в начале 1980-х. На данный момент Фантом играет вместе с гитаристом Имельды Мэй Даррелом Хайамом в проекте Kat Men.

## Биография
Джеймс Макдоннелл родился в Бруклине и вырос в пригороде Нью-Йорка Массапекуа, слушая джазовые пластинки родителей. В возрасте десяти лет у него появилась барабанная установка. Позже Фантом вспоминал: «Просто, я думаю, барабаны выбрали меня, я не помню чтобы хотел заниматься чем-то другим». Всё больше увлекаясь игрой на барабанах, а также миром музыки, Фантом берёт уроки у Мауси Александера (который играл с Бенни Гудменом) и изучает обучающие книги Джима Чепина и Теда Рида.
В конце 1970-х он играет в различных группах вместе со своим школьным приятелем басистом Ли Рокером. Вскоре к ним присоединяется гитарист Брайан Сетцер и троица берёт название Stray Cats. Выступая со Stray Cats, Фантом часто использовал только большой барабан, малый барабан и крэш, нежели полную барабанную установку. После того, как группа в 1984 году распалась в первый раз, Фантом играет с несколькими группами и вместе с Ли Рокером и гитаристом Эрлом Сликом организуют проект Phantom, Rocker & Slick. Проект выпускает два альбома Phantom, Rocker & Slick (1985) и Cover Girl (1986) и в 1986 году Фантом и Рокер возвращаются в Stray Cats, в составе которых выступают до очередного распада в 1993 году.
В 1999 году Фантом, Рокер и Дэнни Б. Харви организуют свинг-проект The Swing Cats. Также Фантом играет вместе с Джерри Ли Льюисом. В 2001 году он вместе с бывшим гитаристом Guns N’ Roses Гилби Кларком основывает проект Col. Parker, который в том же году выпускает единственный альбом Rock n Roll Music.
В 2002 году вместе с Тимом Пэулкэтом, Сматти Смитом и Дэнни Б. Харви, Фантом собирает группу 13 Cats, выпустившую три альбома. Параллельно, он выступает в составе проекта Dead Men Walking, базирующегося в Великобритании, в который входят Кирк Брэндон, Майк Питерс и Кэптен Сенсибл.
В 2006 году Фантом, Лемми и Дэнни Б. Харви под названием The Head Cat выпускают альбом Fool’s Paradise, содержащий классические рок-н-ролльные песни в их исполнении. Этот альбом по большей части является перезаписанным альбомом 2000 года Lemmy, Slim Jim & Danny B.
В 2009 году Фантом вместе с гитаристом Имельды Мэй Даррелом Хайамом выпускает альбом Kat Men.
В 2011 году выходит второй альбом The Head Cat Walk the Walk...Talk the Talk, в котором помимо кавер-версий появляется две собственные песни.

## Личная жизнь
В 1984 году Фантом женился на актрисе Бритт Экланд, которая в 1988 году родила ему сына Ти Джея. В 1992 году пара подала на развод. До недавнего времени был владельцем и управляющим ночного клуба The Cat Club, располагавшегося на бульваре Сансет в Голливуде.

## Дискография
Stray Cats
- Stray Cats (1981)
- Gonna Ball (1981)
- Built for Speed (1982)
- Rant N' Rave with the Stray Cats (1983)
- Rock Therapy (1986)
- Blast Off! (1989)
- Let’s Go Faster! (1990)
- The Best of the Stray Cats: Rock This Town (1990)
- Choo Choo Hot Fish (1992)
- Original Cool (1993)
- Rumble in Brixton (2004)

Phantom, Rocker & Slick
- Phantom, Rocker & Slick (1985)
- Cover Girl (1986)

Swing Cats
- Swing Cats (1999)
- A Special Tribute to Elvis (2000)
- Swing Cat Stomp (2000)
- A Rock’A-Billy Christmas (2002)

Lemmy, Slim Jim & Danny B
- Lemmy, Slim Jim & Danny B (2000)

Col. Parker
- Rock N Roll Music (2001)

13 Cats
- In the Beginning (2002)
- 13 Tracks (2003)
- In the Beginning 2 (2004)

Dead Men Walking
- Live at Leeds (2003)
- Live at Darwen (2004)
- Live at CBGB’s New York City (2005)
- Graveyard Smashes Volume 1 (2006)

The Head Cat
- Fool’s Paradise (2006)
- Walk the Walk...Talk the Talk (2011)

Kat Men
- Kat Men (2009)

## Видеография
- Stray Cats — Stray Cats Rock Tokyo (1990)
- Stray Cats — Stray Cats Best Of (1992)
- Stray Cats — This Country’s Rockin' (1993)
- Slim Jim Phanton — Rockabilly Rocking Swing (1993)
- Dead Men Walking — Dead Men Walking Live (2004)
- Stray Cats — Rumble in Brixton (2004)
- The Head Cat — Rockin’ the Cat Club: Live from the Sunset Strip (2007)